# زيبنلين
زيبنلين (بالألمانية: Siebenlehn) هي مدينة تقع في مقاطعة ميتلزانيتس بولاية ساكسونيا في شرق ألمانيا. تقع المدينة ضمن نطاق إداري مشترك يُعرف باسم Verwaltungsgemeinschaft Großschirma.

## الجغرافيا
تقع زيبنلين على بعد حوالي 6 كم شمال غرب فرايبرغ، و7 كم جنوب شرق ناونهوف، وهي محاذية للطريق السريع الاتحادي A4، مما يمنحها موقعًا استراتيجيًا جيدًا ضمن شبكة المواصلات بين درسدن وكمنيتس.

## التاريخ
تعود أقدم الإشارات إلى مستوطنة في موقع زيبنلين إلى أوائل القرن الثالث عشر، وقد حصلت على صفة "مدينة" في عام 1288. خلال العصور الوسطى، ازدهرت المدينة بفضل التعدين والأنشطة الحرفية.
شهدت المدينة مراحل تطور عمراني متدرجة، وتغيرت تبعيتها الإدارية على مر القرون، لا سيما خلال الفترات المختلفة من الحكم الساكسوني والشرقي الألماني.

## البنية التحتية
- ترتبط المدينة بالطريق السريع A4 الذي يمر عبر جنوبها.
- تحتوي على مدارس ومرافق إدارية محلية ومجتمعية.
- تضم المدينة معالم معمارية من الطراز القوطي المتأخر وعدد من المباني التاريخية.

## السكان
بلغ عدد سكان زيبنلين حوالي 1,928 نسمة حسب إحصاء نهاية عام 2020.